# المكافسة (حبيش)

تعديل مصدري - تعديل

المكافسة هي إحدى قرى عزلة بني الضاحتين بمديرية حبيش التابعة لمحافظة إب، بلغ تعداد سكانها 392 نسمة حسب تعداد اليمن لعام 2004.